# Muzeum Sztuki Współczesnej w Radomiu
Muzeum Sztuki Współczesnej w Radomiu, oddział Muzeum im. Jacka Malczewskiego, powołane 10 listopada 1990 r., było pierwszym w Polsce, które otrzymało oficjalnie nazwę: muzeum sztuki współczesnej. Posiada dużą (4500 dzieł) kolekcję polskiej sztuki II połowy XX i początku XXI w., powiększającą się niemal wyłącznie dzięki darom. Wśród darczyńców są najwybitniejsi artyści z różnych kręgów i pokoleń: J. Nowosielski, J. Maziarska, E. Rosenstein, J. Skarżyński, J. Kraupe, W. Fangor, S. Gierowski, J. Tarasin, Z. Makowski, J. Sempoliński, H. Błachnio, M. Kołodziej, K. Bereźnicki, R. Winiarski, Ł. Korolkiewicz, E. Kuryluk, W. Hasior, J. Bereś, E. Szczodrowska, J. Owidzka, J. Berdyszak, I. Gustowska, E. Dwurnik, J. Waltoś, J. Gaj, S. Baj, G. Bednarski, T. Boruta, A. Mickiewicz, J. Sroka, M. Smoczyński, S. Ambroziak; rodziny i inni spadkobiercy prace nieżyjących twórców: A. Nachta, M. Oberländera, Z. Tymoszewskiego, Z. Karpińskiego, J. Łukomskiego, L. Stehnovej, A. Hoffmanna. Muzeum otrzymało w latach 1992-2013 jako dary ponad 2500 prac. Wybitni polscy twórcy (i nieliczni zagraniczni) są współtwórcami zbiorów muzeum. Część swojej kolekcji podarowali Krystyna Zachwatowicz i Andrzej Wajda. Powstała jedna z najważniejszych kolekcji sztuki polskiej tego okresu, wykorzystywana w programie edukacyjnym skierowanym do młodzieży licealnej. Muzeum przez 25 lat organizowało wystawy indywidualne i problemowe. 

## Siedziba
Siedzibą muzeum są dwie barokowe kamieniczki przy radomskim Rynku: Dom Esterki i Dom Gąski.

## Tradycje Radomia jako ośrodka wystaw sztuki współczesnej
Muzeum nawiązało do powojennych tradycji Radomia jako miasta ogólnopolskich wystaw plastyki. Pierwszy „Salon Zimowy” otwarto już w r. 1945. Doroczne „Salony Zimowe”, organizowało 41 razy Towarzystwo Przyjaciół Sztuk Pięknych w Radomiu w latach 1945-1988. W latach 1978–1990  Biuro Wystaw Artystycznych w Radomiu zorganizowało pięciokrotnie Triennale „Prezentacje Portretu Współczesnego”, a w latach 1994-2006 Okręg Radomski Związku Polskich Artystów Plastyków pięciokrotnie „Triennale Autoportretu”. Ponadto z inicjatywy Stanisława Zbigniewa Kamieńskiego organizowane były w Radomiu – a pokazywane w wielu miastach, także za granicą – ogólnopolskie wystawy rysunku współczesnego. „Rysunki i komentarze” (1980-1981) i „Rysunek i opis” (1981) – organizowane były w Muzeum Okręgowym; „10 lat później” (1992-1994), „Polnische Zeichnungen der 80er und 90er Jahre” (1994), „Mistrzowie rysunku - Polnische Meisterzeichnungen” (1995-2003), „Małe rysunki – różne komentarze” (1996-1997) – już przez Muzeum Sztuki Współczesnej.

## Powstanie Muzeum Sztuki Współczesnej
Muzeum powołane w 1990 r., przejęło dwie kolekcje: zgromadzoną wcześniej w Muzeum Okręgowym w Radomiu (1797 prac) i zlikwidowanego w tym czasie Biura Wystaw Artystycznych w Radomiu (265). 
Pierwszym (do 2013 r.) kierownikiem był Mieczysław Szewczuk. Tworzyli to muzeum – zbiory, program, gromadzili dary – dwaj dawni koledzy z radomskiego liceum, muzealnik Mieczysław Szewczuk i Stanisław Zbigniew Kamieński, artysta, którego główną dziedziną twórczości jest rysunek, także pedagog, profesor. 

## Zbiory
W zbiorach muzeum są głównie prace wykonane w technikach tradycyjnych. Jest kolekcja polskiego malarstwa współczesnego; m.in. obrazy kolorystów: Artura Nachta-Samborskiego, Wacława Taranczewskiego; członków Grupy Krakowskiej: Marii Jaremy, Jonasza Sterna, Tadeusza Brzozowskiego, Jerzego Nowosielskiego, Jadwigi Maziarskiej, Erny Rosenstein, Janiny Kraupe, Jerzego Skarżyńskiego, Jerzego Tchórzewskiego, Jana Tarasina, Alfreda Lenicy, Danuty i Witolda Urbanowiczów; twórców abstrakcji geometrycznej: Henryka Stażewskiego, Mariana Bogusza, Stefana Gierowskiego, Ryszarda Winiarskiego, Ireneusza Pierzgalskiego, Zdzisława Jurkiewicza, Andrzeja Gieragi, Apoloniusza Węgłowskiego i Andrzeja Nowackiego; uczestników wystawy w warszawskim Arsenale w 1955 r.: Jacka Sienickiego, Jacka Sempolińskiego, Marka Oberländera, Jerzego Ćwiertni, Izaaka Celnikiera, Teresy Mellerowicz, Barbary Jonscher i Krystyny Brzechwy; twórców informelu: Zbigniewa Tymoszewskiego, Rajmunda Ziemskiego; artystów szukających indywidualnych dróg, nawiązujących do różnych nurtów tradycji: Jerzego Krawczyka, Stanisława Fijałkowskiego, Zbigniewa Makowskiego, Henryka Błachnio, Eugeniusza Muchy, Wiesława Obrzydowskiego, Jacka Antoniego Zielińskiego; artystów z grupy Rekonesans: Juliusza Narzyńskiego, Aleksandry Jachtomy, Barbary Szubińskiej; - z grupy Wprost: Jacka Waltosia, Leszka Sobockiego, Zbyluta Grzywacza, Macieja Bieniasza i Barbary Skąpskiej; kronikarza polskiej rzeczywistości Edwarda Dwurnika; przedstawicieli nowej figuracji: Teresy Pągowskiej i Janusza Przybylskiego; debiutantów lat 70.: np. Jacka Rykały, Piotra Kmiecia i Pawła Susida; – i lat 80.: Grzegorza Bednarskiego, Tadeusza Boruty, Marka Sobczyka, Ryszarda Woźniaka, Jarosława Kawiorskiego i Aldony Mickiewicz. Jedną z najcenniejszych autorskich kolekcji jest 10 obrazów Wojciecha Fangora, w tym 3 eksponowane na indywidualnej wystawie w Muzeum Guggenheima w Nowym Jorku w 1970 r. (to dar artysty). 
Odrębna i ważna jest kolekcja portretów i autoportretów, m.in. Marii Markowskiej, Zbigniewa Karpińskiego, Jerzego Dudy-Gracza, Kiejstuta Bereźnickiego, Wiesława Szamborskiego, Marka Sapetto, Antoniego Fałata, Zbysława Maciejewskiego, Łukasza Korolkiewicza, Andrzeja Okińczyca, Stanisława Baja i Józefa Panfila. 
Ważna jest też duża kolekcja rysunku. Są rysunki: m.in. Bronisława Wojciecha Linkego, Tadeusza Kantora, Jerzego Nowosielskiego, Tadeusza Brzozowskiego, Adama Hoffmanna, Hieronima Skurpskiego, Eugeniusza Markowskiego, Ewy Kuryluk, Stanisława Zbigniewa Kamieńskiego, Andrzeja Bębenka, Stasysa Eidrigevičiusa, Grzegorza Stachańczyka – i wielu innych. W kolekcji rzeźby są prace Antoniego Rząsy, Władysława Hasiora, Jerzego Beresia, Marii Pinińskiej-Bereś, Józefa Łukomskiego, Olgierda Truszyńskiego, Elżbiety Szczodrowskiej, Ludmiły Stehnovej (jedyna duża kolekcja), Barbary Falender, Sylwestra Ambroziaka; są obiekty i instalacje: Jana Berdyszaka, Juliana Jończyka, Mikołaja Smoczyńskiego i Izabeli Gustowskiej; tkaniny Jolanty Owidzkiej.  Są grafiki wybranych artystów: Henryka Stażewskiego, Stanisława Fijałkowskiego, Haliny Chrostowskiej, Józefa Gielniaka, Mieczysława Wejmana, Jerzego Panka, Jacka Gaja, Tadeusza Jackowskiego, Leszka Sobockiego, Jacka Waltosia, Jana Uhrynowicza, Krystyny Piotrowskiej, Darka Vasiny. 
Zbiory prac polskich artystów tworzących na emigracji: obrazy Wojciecha Fangora, Józefa Czapskiego, Mieczysława Janikowskiego, Ariki Madeyskiej, obrazy i rysunki Marka Oberländera, grafiki Jana Lebensteina i Romana Cieślewicza, obiekty Marka Radke i Jana de Weryha Wysoczańskiego, fotografie Bernarda Gotfryda. Zbiór fotografii jest niewielki, są zdjęcia: Jana Tarasina, Jana Bujnowskiego, Mikołaja Smoczyńskiego... 
Muzeum posiada prace artystów radomskich kilku pokoleń, m.in. założyciela pierwszej szkoły plastycznej w Radomiu, Wacława Dobrowolskiego, wybitnych malarzy okresu powojennego, ks. Władysława Paciaka i Edwarda Kiełtyki, a także współczesnych, związanych z Wydziałem Sztuki Uniwersytetu Technologiczno-Humanistycznego w Radomiu, czy repatrianta z Kazachstanu, Hilarego Gilewskiego. Artyści plastycy to najważniejsze środowisko twórcze w Radomiu.
Muzeum gromadziło też materiały dokumentujące działalność wybranych twórców (np. H. Skurpski, L. Stehnova, J. Owidzka, W. Paciak). Są dzieła artystów reprezentujących nurt awangardy i pozostających w opozycji do tego nurtu, czerpiących inspirację z różnych tradycji, np. ze sztuki polskiej prowincji, sztuki sakralnej, czy sztuki przełomu XIX i XX w. 

## Wystawy
Muzeum rozpoczęło działalność w maju 1991 r. pokazem kolekcji. W pierwszym okresie działalności obok wystaw indywidualnych twórców zaliczanych do klasyków polskiej sztuki współczesnej, pokazywało raz w roku zbiory pod hasłem „Kolekcja”; czasami pod innym tytułem, np. w 2009 r. „Kolekcja 18. Sztuka polska po r. 1945. Między ideą sztuki nowoczesnej a rzeczywistością i pamięcią”. Były też wystawy problemowe, ukazujące różne nurty i zjawiska, np. „Mistrzowie rysunku”, „Portrety i autoportrety z różnych lat”, „W stronę wizji”, „Malarze fotografują”, „Władysław Hasior i konteksty”, „Sztuka w Polsce wobec spraw publicznych”, „W drodze do wolności”, „Wspominanie wojny”,  „Sztuka kobiet”, czy „Sztuka geometrii”. Wiele prezentacji ma charakter wystaw-esejów. Od początku działalności prezentowało zbiory także na wystawach w wielu miastach w Polsce, czasami zagranicą. 
W 2011 r. – z okazji jubileuszu 20-lecia działalności – zorganizowano cztery pokazy: „Dary profesorów krakowskiej ASP”, „Sześć dróg do obrazów z fotografii”, „Wspominanie wojny” oraz „Polityka i etyka”. W 2015 „O polskich buntach w czasach PRL-u w sztuce Edwarda Dwurnika i trzydziestu innych artystów”,  W 2016 r. zorganizowało największą z wystaw, w trzech budynkach, „Żyć sztuką. Opowieść o artystach i sztuce polskiej w latach 1945-1995”, która towarzyszyła wielkiemu albumowi (też pt. „Żyć sztuką”). Ogłoszono – po raz kolejny – że jest to wystawa pożegnalna przed przekazaniem zbiorów do Mazowieckiego Centrum Sztuki Współczesnej „Elektrownia” w Radomiu, że Muzeum Sztuki zostanie zlikwidowane (od 1999 r. Radom jest znów miastem powiatowym). Drugą wystawą w 2016 r. była najbardziej przejmująca z dotychczasowych – „Zbrodnia i kara. Czy sprawiedliwość jest możliwa?”.

## Idea Andrzeja Wajdy: stworzyć nową siedzibę.
Wspierający muzeum darami Andrzej Wajda dążył do znalezienia dla radomskiego Muzeum Sztuki nowoczesnej siedziby, o znacznie większej przestrzeni. Zaproponował adaptację jednego z budynków poprzemysłowych. Zaakceptował propozycję remontu i rozbudowy stuletniego budynku elektrowni.
W listopadzie 2014 r. uroczyście otwarto pierwszą wystawę w przebudowanym budynku elektrowni; w niezwykle efektownych wnętrzach działa (powołane w 2005 r.) Mazowieckie Centrum Sztuki Współczesnej „Elektrownia” w Radomiu; ma odrębny program i tworzy nową kolekcję.